# 寶麗來 (極化器)
寶麗來（Polaroid）是一種用合成塑膠片製成的極化器（偏振器）或極化濾鏡。此商標屬於寶麗來公司。
最初的材料在1929年由Edwin H. Land取得專利，並於1932年近一步開發。
現在用於製作液晶顯示器、光學顯微鏡、太陽眼鏡。